# Liste von Bergwerken in Brandenburg

Landkreise und kreisfreien Städte in Brandenburg.

Die Liste von Bergwerken in Brandenburg benennt Bergwerksanlagen im Bundesland Brandenburg, Deutschland. Sie erhebt keinen Anspruch auf Vollständigkeit.

## Geschichte
Der Bergbau in Brandenburg wird durch die Betriebe des Lausitzer Braunkohlereviers geprägt.

## Liste
| Name                                                                 | Kreis                                         | Ort                                | Revier | Beginn  | Ende           | Bodenschatz           | Anmerkungen                                                        |
| -------------------------------------------------------------------- | --------------------------------------------- | ---------------------------------- | ------ | ------- | -------------- | --------------------- | ------------------------------------------------------------------ |
| Tagebau Burgwall                                                     | Landkreis Oberhavel                           | Zehdenick                          |        | 1988    | aktiv          | Ton, Sand, Kies       | [ 1 ]                                                              |
| Gruben um Mittenwalde, Töpchin, Schenkendorf (Mittenwalde)           | Landkreis Dahme-Spreewald                     |                                    |        |         | 19. Jh.        | Braunkohle, Ton       | [ 2 ]                                                              |
| Gipsbrüche Sperenberg                                                | Landkreis Teltow-Fläming                      | Sperenberg                         |        | 13. Jh. | 1958           | Gips                  | [ 3 ]                                                              |
| Braunkohlenwerk Finkenheerd                                          | Oder-Spree                                    | Brieskow-Finkenheerd               |        | 1907    | 1959           | Braunkohle            | Braunkohlegrube Finkenheerd Nr. 258, Grube Helene (Helenesee)      |
| Braunkohlegruben der Fa. Braunkohlenbergwerk Freienwalde an der Oder | Landkreis Barnim, Landkreis Märkisch-Oderland | Hohenfinow, Bad Freienwalde (Oder) |        |         | 19. Jh.        | Braunkohle            | u. a. Gruben Trautenau, Gitschin, Langensalza, Sadowa und Achilles |
| Braunkohlegruben in Frankfurt (Oder)                                 | Frankfurt (Oder)                              |                                    |        |         |                | Braunkohle            | [ 6 ]                                                              |
| Braunkohlegruben der Rauensche Berge bei Fürstenwalde                | Landkreis Oder-Spree                          |                                    |        | 1842    | 1905 oder 1950 | Braunkohle, Ton, Sand | [ 7 ]                                                              |
| Gülitzer Braunkohlengruben                                           | Landkreis Prignitz                            | Gülitz-Reetz, Pirow                |        | 1848    | 1949           | Braunkohle            |                                                                    |
| Anthrazitlagerstätte Doberlug-Kirchhain, Schacht Kirchhain I         | Landkreis Elbe-Elster                         | Doberlug-Kirchhain                 |        | 1926    | 1959           | Steinkohle            | nur Erkundung, Neubewertung 2007                                   |